# 曼恩地区圣伊莱尔
曼恩地区圣伊莱尔（法語：Saint-Hilaire-du-Maine，法語發音：[sɛ̃.t‿ilɛʁ dy mɛn]）是法国马耶讷省的一个市镇，属于拉瓦勒区。

## 地理
曼恩地区圣伊莱尔（48°13'34"N, 0°55'47"W）面积31.06 平方千米，位于法国卢瓦尔河地区大区马耶讷省，该省份为法国西北部内陆省份，北起芒什省和奧恩省，西接伊勒-维莱讷省，南至曼恩-卢瓦尔省，东临萨尔特省。
与曼恩地区圣伊莱尔接壤的市镇（或旧市镇、城区）包括：拉巴科尼耶尔、拉福雷新堡、沙扬、瑞维涅、蒙特奈。

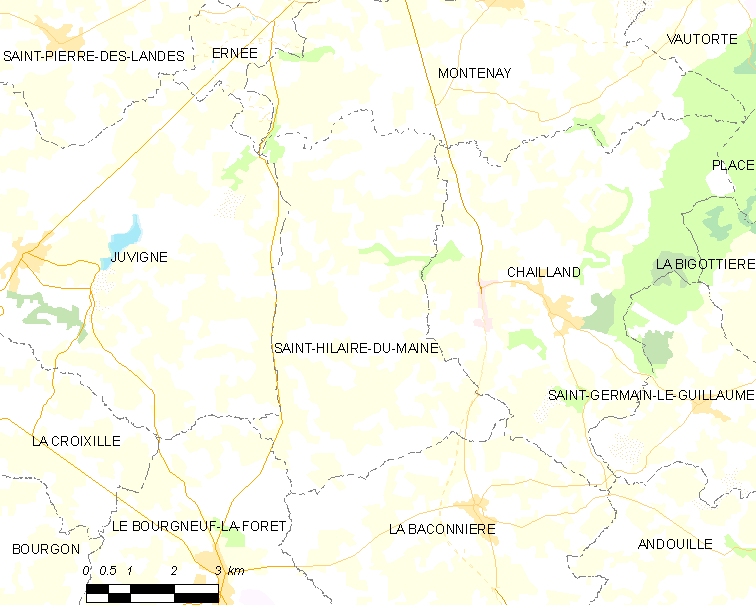
曼恩地区圣伊莱尔的OSM定位图

曼恩地区圣伊莱尔的时区为UTC+01:00、UTC+02:00（夏令时）。

## 行政
曼恩地区圣伊莱尔的邮政编码为53380，INSEE市镇编码为53226。

## 政治
曼恩地区圣伊莱尔所属的省级选区为埃尔内县。

## 人口

1962-2008年间曼恩地区圣伊莱尔人口变化图示

曼恩地区圣伊莱尔于2022年1月1日时的人口数量为808人。